# Mòla de Porcingles
Mòla de Porcingles és una obra de Canejan (Vall d'Aran) protegida com a Bé Cultural d'Interès Local.

## Descripció
La tipologia d'aquest molí és força diferent respecte a allò que és habitual a les mòles araneses. De grans proporcions, és de planta quadrada, amb un cos avançat que ocupa aproximadament dues terceres parts del costat sud. Per aquest costat i respecte al riu l'edifici sembla sobreposar-se a una alta estructura anterior, més avançada, que correspon a la part del carcabà. És en aquest mur on es troba la sortida de l'aigua que aboca directament al riu. A la part superior, el mur és consolidat amb un contrafort. En el mur est es troba tant l'entrada de l'aigua, a un nivell una mica inferior, com la porta d'accés i una finestra. A occident s'obre una alta petita porta, més ampla i amb una llinda de fusta.